# سایمون اند شوستر

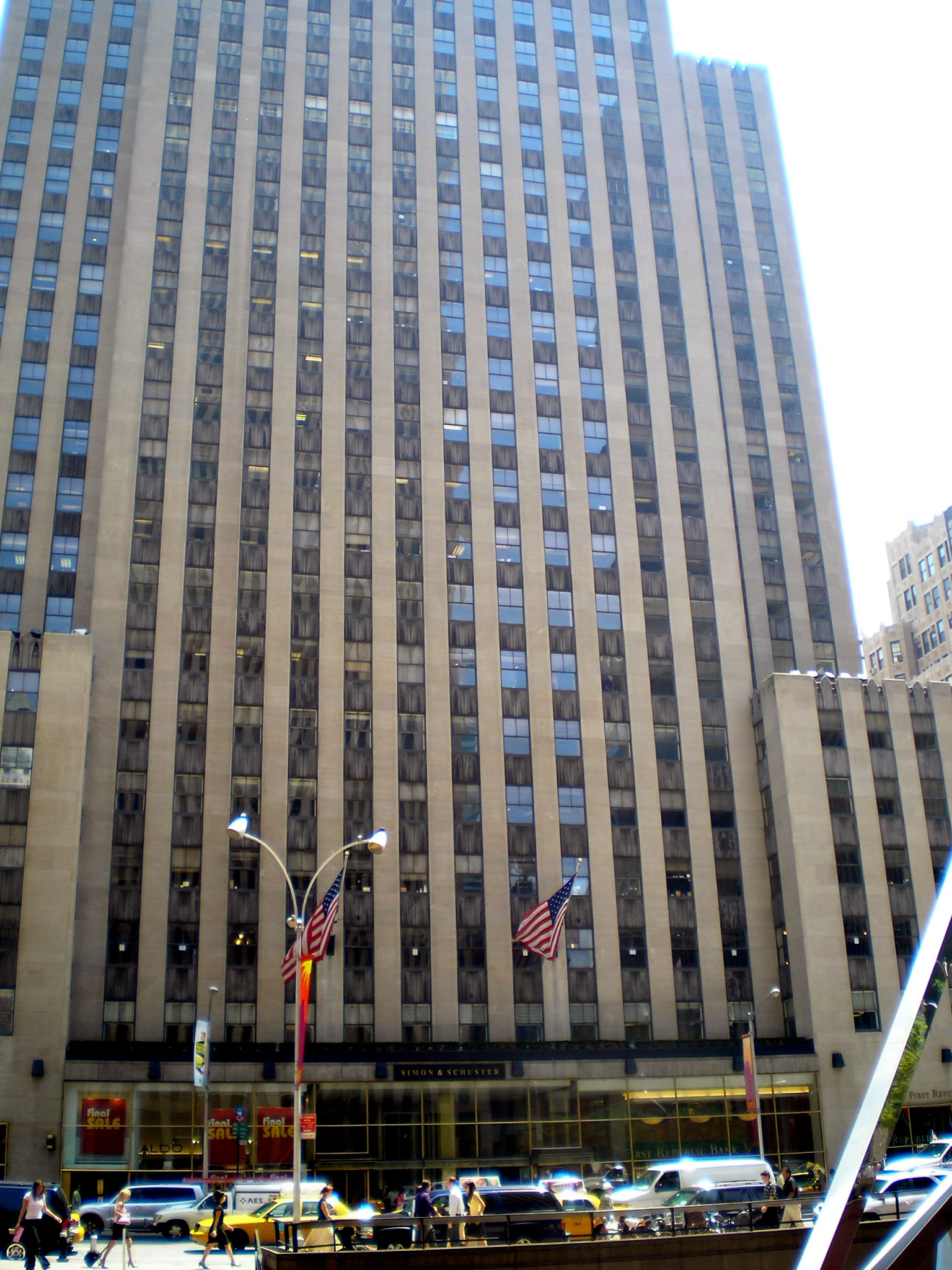
دفتر مرکزی انتشارات سایمون اند شوستر واقع در ۱۲۳۰ خیابان ششم (منهتن) راکفلر سنتر در شهر نیویورک، آمریکا

انتشارات سایمون اند شوستر (انگلیسی: Simon & Schuster) یکی از بخش‌های پارامونت گلوبال است که در نیویورک آمریکا قرار دارد. این انتشارات توسط ریچارد لئو دیک سیمون (انگلیسی: Richard L. Simon) و مکس لینکلن شوستر (انگلیسی: M. Lincoln ("Max") Schuster) در سال ۱۹۲۴ بنیان‌گذاری شد. انتشارات سایمون اند شوستر در کنار انتشاراتی چون انتشارات هارپرکالینز و پنگوئن رندوم هاوس از بزرگترین انتشارات زبان انگلیسی هستند. این انتشارات سالانه بیش از ۲٫۰۰۰ اثر را در ۳۵ چاپخانه چاپ می‌نماید.